# Lluvia (película de 1932)
Lluvia o Bajo la lluvia (Rain) es una película estadounidense de 1932 dirigida por Lewis Milestone. El guion, de Maxwell Anderson, se basó en el cuento de W. Somerset Maugham La bella del Pacífico (Miss Thompson o Miss Sadie Thompson, titulado después Rain) y en la adaptación teatral que habían hecho de él John Colton y Clemence Randolph, éxito de 1923 con la actriz Jeanne Eagels.

## Sinopsis
Los pasajeros de un barco, debido a una epidemia de cólera, son obligados a desembarcar en Pago Pago. Entre los pasajeros hay una prostituta y un misionero que la acosa con la intención de "llevarla por el buen camino". El debate que se establece entre los dos se desliza gradualmente hacia una lucha despiadada y malévola de dominación, anulación de la personalidad y sometimiento concupiscente. La lucha enfrenta diferentes concepciones de la sexualidad, de las relaciones entre hombre y mujer, de la religión y de la moral.

## Polémica
La película fue estrenada en 1932 y fue un fracaso de público y crítica, debido a que el tema tratado se consideraba ofensivo para los estadounidenses.